# ارنست در ارتش
ارنست در ارتش (انگلیسی: Ernest in the Army) یک فیلم در ژانر کمدی به کارگردانی جان آر. چری سوم است که در سال ۱۹۹۸ منتشر شد. از بازیگران آن می‌توان به جیم وارنی اشاره کرد.